# Закон девяток
«Закон девяток» (англ. «The Law of Nines») — роман Терри Гудкайнда в стиле фэнтэзи. Спин-офф серии «Меч Истины». Русское издание выпущено в 2012 году в издательстве АСТ. Оригинал вышел 18 апреля 2009 года. Роман дебютировал на 10 позиции в списке бестселлеров Times.

## Сюжет
Александр Рал (Алекс) — художник, живущий в штате Небраска. В 27 лет у его матери обнаружилась шизофрения. Она утверждала, что кто-то наблюдает за ней сквозь зеркало. Его отец умер в молодости результате несчастного случая. Из семьи у него остался лишь его дед — Бен.
По пути к художественной галерее, где выставлялись его работы, он встречает молодую женщину по имени Джекс. Очарованный ею, он спасает её из-под колёс грузовика. Джекс отправляется с ним в галерею, где даёт ему совет, который поможет ему дорисовать его картину. Владелец галереи призывает Алекса рисовать более мрачные картины, как самый продаваемый художник Ределл Каин Диллион. Алекс отказывает, заявляя, что он рисует только реальную жизнь. Прежде чем Алекс решается дорисовать картину по совету Джекс, девушка исчезает.
На свой 27-й день рождения Алекс получает наследство, которое досталось бы его матери на её 27-летие, если бы она не лишилась рассудка. Наследство представляло собой пятьдесят тысяч акров земли — часть природного заповедника. Алекс может продать свою часть компании «Даггетт Траст», которой принадлежит остальная часть природного заповедника. Бен, дед Алекса, призывает его продать свою часть земли, чтобы получить хорошее вознаграждение. Алекс соглашается подумать над этим.
Возвращаясь в галерею, Алекс снова встречает Джекс, которая рассказывает ему небывалую историю, пытаясь убедить Алекса в её реальности. Они обсуждают значение имени Александр: Спаситель людей, воин. Джекс рассказывает ему пророчество, согласно которому он должен спасти мир, откуда пришла Джекс. По мере развития событий, Алекс начинает ей верить, попутно попадая во всё большие неприятности, теряя в пожаре своего деда и раскрывая огромный заговор, чтобы спасти свою жизнь.

## Важные персонажи книги
- Александр (Алекс) Рал — наследник Дома Ралов.
- Джекс Амнелл — девушка, пришедшая из другого мира (предположительно, исповедница).
- Бенджамин (Бен) Рал — дед Александра Рала.
- Ричард Рал — правитель Д’Харианской империи, предок Александра Рала.
- Королева Бетанни — королева, пришедшая из мира Джекс.
- Седрик Вендис — правая рука Каина.
- Ределл Каин Диллион — человек, который хочет жить в мире без магии.

## Связь с циклом «Меч Истины»
- «Закон девяток» является спин-оффом серии «Меч Истины». Роман описывает будущее потомка Дома Ралов, правителей Д’Хары. Александр Рал является потомком сестры Ричарда Рала — Дженнсен Рал.
- Главная героиня (Джекс Амнелл) носит фамилию Матери-Исповедницы Кэлен Амнелл и ее дочери Кары Амнелл.
- Джекс упоминает и самого Ричарда Рала, главного героя серии «Меч Истины». Она отзывается о временах его правления, как о «золотом веке» в истории её мира. О начале «золотого века» говорит и сам Ричард в конце книги «Сердце войны».
- Территорией вокруг наследуемого участка земли с порталом владеет компания «Даггетт Траст». Известно, что по матери фамилия Дженнсен была Даггетт.
- Джекс упоминает о путевых тетрадях, которыми пользовались сёстры Света и Тьмы в серии «Меч Истины», проводя аналогию с телефоном.